# Randlesova–Sevcikova rovnice
Randlesova–Sevcikova rovnice popisuje v cyklické voltametrii závislost maximálního proudu ip na rychlosti snímání. Pro jednoduché redoxní děje, jako je například ferocen / ferrocenium, závisí ip nejen na koncentraci a difuzních vlastnostech elektroaktivních druhů, ale také na rychlosti snímání.
{\displaystyle i_{p}=0.4463\ nFAC\left({\frac {nFvD}{RT}}\right)^{\frac {1}{2}}}
Při 25 °C se rovnice zjednodušuje na:
{\displaystyle i_{p}=2.69\times 10^{5}\ n^{\frac {3}{2}}AD^{\frac {1}{2}}Cv^{\frac {1}{2}}}
- ip = aktuální maximum v ampérech
- n = počet elektronů přenesených v redoxním ději(obvykle 1)
- A = plocha elektrody v cm 2
- F = Faradayova konstanta v C mol −1
- D = difúzní koeficient v cm 2 / s
- C = koncentrace v mol / cm3
- ν = rychlost skenování v V / s
- R = plynová konstanta v JK −1 mol −1
- T = teplota v K

Předpovědi této rovnice se jeví jako kontraintuitivní, tj. že ip roste rychleji při rychlejším snímání. Je důležité si uvědomit, že proud i náboj (nebo počet elektronů) je za jednotku času. V cyklické voltametrii je proud procházející elektrodou omezen difúzí vzorku na povrch elektrody. Tento difúzní tok je ovlivňován koncentračním gradientem v blízkosti elektrody. Koncentrační gradient je zase ovlivňován koncentrací vzorku na elektrodě a rychlostí, kterou se mohou druhy rozptylovat roztokem. Změnou napětí v cele se také změní koncentrace vzorku na povrchu elektrody, jak je stanoveno Nernstovou rovnicí. Proto rychlejší kolísání napětí způsobuje větší koncentrační gradient v blízkosti elektrody, což má za následek vyšší proud. 

## Použití
Pomocí vztahů definovaných touto rovnicí lze určit difúzní koeficient elektroaktivních vzorků. Lineární grafy ip ku v 1/2 poskytují obraz o reverzibilitě konkrétního vzorku. U vzorků, kde je difuzní koeficient znám (nebo ho lze odhadnout), sklon grafu ip ku ν 1/2 poskytuje informace o stechiometrii redoxního procesu. 